# Cladiella exigua
Cladiella exigua is een zachte koraalsoort uit de familie Alcyoniidae. De koraalsoort komt uit het geslacht Cladiella. Cladiella exigua werd in 1944 voor het eerst wetenschappelijk beschreven door Tixier-Durivault. 